# Censimento della popolazione in Marocco
Il censimento della popolazione in Marocco, ufficialmente denominato censimento generale della popolazione e delle abitazioni (in francese recensement général de la population et de l'habitat - RGPH), è un censimento che si svolge ogni dieci anni nel regno. È istituito sotto la responsabilità dell'Alto Commissariato per la Pianificazione  .
I suoi risultati sono strutturati attorno a sei temi: demografia, disabilità, educazione, lingua, attività, habitat.
I dati sono pubblicati a livello dei 1.538 comuni

## Storia
In Marocco, sotto il protettorato francese o sotto il protettorato spagnolo, furono effettuati conteggi che si estendevano irregolarmente dal 1921 al 1951.
Nel 1960 (sotto Mohammed V), poco dopo l'indipendenza), fu effettuato il primo vero censimento demografico del paese. Ne seguirono altri cinque, a distanza di dieci anni di distanza: nel 1971, 1982 e 1994 (sotto Hassan II).
Dagli anni 2000, il censimento demografico ha adottato un “ritmo di crociera” rigorosamente decennale.
L'ultimo censimento effettuato dal Paese è stato quello del 2024.